# Mecodium jinoshanense
Mecodium jinoshanense là một loài thực vật có mạch trong họ Hymenophyllaceae. Loài này được Ching & Z.Y. Liu miêu tả khoa học đầu tiên năm 1983.